# Coupe des Confédérations de pétanque
La Coupe des Confédérations de pétanque est une compétition internationale de pétanque, organisée par la Fédération internationale de pétanque et de jeu provençal (FIPJP).

## Histoire
La première édition a eu lieu en 2010 pour les femmes et 2012 pour les hommes.

## Palmarès

### Palmarès masculins

#### Palmarès équipes seniors masculines
| Édition | Année | Lieu                      | Or                                                                          | Argent                                                        | Bronze    |
| ------- | ----- | ------------------------- | --------------------------------------------------------------------------- | ------------------------------------------------------------- | --------- |
| 1re     | 2012  | Antananarivo, Madagascar  | Madagascar                                                                  | France Jean-Michel Puccinelli - Thierry Grandet et Michel Loy | Thaïlande |
| 2e      | 2013  | ?, Chine                  | France Jean-Michel Puccinelli - Thierry Grandet - Romain Fournie            |                                                               |           |
| 3e      | 2015  | Païta, Nouvelle-Calédonie | France Henri Lacroix - Philippe Suchaud - Michel Loy - Bruno Le Boursicaud  | Thaïlande                                                     |           |
| 4e      | 2017  | Bangkok, Thaïlande        | France Stéphane Robineau - Christophe Sarrio - Damien Hureau - Kévin Malbec |                                                               |           |

#### Palmarès tir de précision seniors masculines
| Édition | Année | Lieu                      | Or                            | Argent                        | Bronze |
| ------- | ----- | ------------------------- | ----------------------------- | ----------------------------- | ------ |
| 1re     | 2012  | Antananarivo, Madagascar  | Thaïlande Sarawut Sriboonpeng | France Jean-Michel Puccinelli |        |
| 2e      | 2013  | ?, Chine                  |                               |                               |        |
| 3e      | 2015  | Païta, Nouvelle-Calédonie | France Bruno Le Boursicaud    | Martinique Ponama             |        |
| 4e      | 2017  | Bangkok, Thaïlande        |                               |                               |        |

### Palmarès féminins

#### Palmarès équipes seniors féminines
| Édition | Année | Lieu               | Or                                                                                         | Argent                                                                                            | Bronze |
| ------- | ----- | ------------------ | ------------------------------------------------------------------------------------------ | ------------------------------------------------------------------------------------------------- | ------ |
| 1re     | 2010  | ?                  | France Angélique Colombet - Anna Maillard - Marie-Christine Virebayre - Ludivine d'Isidoro |                                                                                                   |        |
| 2e      | 2013  | ?                  | Thaïlande                                                                                  | France Angélique Colombet - Marie-Angèle Germain, Marie-Christine Virebayre et Ludivine d'Isidoro |        |
| 3e      | 2014  | ?                  | France Audrey Bandiera - Sandrine Herlem - Anaïs Lapoutge - Ludivine d'Isidoro             |                                                                                                   |        |
| 4e      | 2016  | Frymburk, Tchéquie |                                                                                            | France Angélique Colombet - Audrey Bandiera - Cindy Peyrot - Alison Rodriguez                     |        |
| 5e      | 2018  | Taïwan             | Thaïlande                                                                                  | France Camille Durand - Céline Lebossé - Caroline Bourriaud - Ludivine Lovet                      |        |